# Cosí, cosina
 Cosí, cosina  (títol original: Cousin, cousine) és una pel·lícula francesa dirigida per Jean-Charles Tacchella, estrenada el 1975. Ha estat doblada al català.

## Argument
En unes trobades familiars, neix la tendresa entre una jove i el seu cosí. Aquesta relació desconcertarà la família i desorganitzarà la reunió familiar.

## Repartiment
- Marie-Christine Barrault: Marthe
- Victor Lanoux: Ludovic
- Marie-France Pisier: Karine
- Guy Marchand: Pascal
- Ginette Garcin: Biju
- Sybil Maas: Diane
- Popeck: Sacy
- Pierre Plessis: Gobert
- Alain Doutey
- Catherine Verlor: Nelsa
- Hubert Gignoux: Thomas
- Véronique Dancier
- Catherine Day
- Pierre Forget

## Al voltant de la pel·lícula
- Un remake es va fer el 1989 per Joel Schumacher sota el títol de Cosins amb Ted Aon i Isabella Rossellini.
- Aquesta pel·lícula és l'última pel·lícula produïda per la societat Films Pomereu. En efecte després de l'abandó del projecte de pel·lícula El cocodril (projecte de pel·lícula inacabat) de Gérard Oury, Bertrand Javal (fundador de Films Pomereu) produeix  Cosí, cosina  per tenir recaptacions de final d'any però, tot i que la pel·lícula té èxit, Films Pomereu acaba fent fallida.

## Premis i nominacions

### Premis
- Premi Louis-Delluc 1975
- César a la millor actriu secundària 1976 per Marie-France Pisier

## Nominacions
- César al millor actor per Victor Lanoux
- César al millor guió original o adaptació per Jean-Charles Tacchella
- César a la millor pel·lícula
- Oscar a la millor actriu per Marie-Christine Barrault
- Oscar a la millor pel·lícula estrangera
- Oscar al millor guió original per Jean Charles Tacchella (Història) i Danièle Thompson (Adaptació)
- Globus d'Or a la millor pel·lícula estrangera